# Dicepolia rufitinctalis
Dicepolia rufitinctalis là một loài bướm đêm trong họ Crambidae.